# Windgesheide
Windgesheide, in der ersten Hälfte des 20. Jahrhunderts auch Windgeshaide, ist ein aus einer Hofschaft hervorgegangener Ortsteil der Stadt Leichlingen (Rheinland) im Rheinisch-Bergischen Kreis.

## Lage und Beschreibung
Windgesheide liegt im westlichen Leichlingen zwischen der Landesstraße L288 und der Bahnstrecke Gruiten–Köln-Mülheim und ist heute Teil der westlichen Vorstadt Leichlingens. Der heutige Ortsteil umfasst mehrere benachbarte Leichlinger Wohnplätze, die bis Mitte des 20. Jahrhunderts noch als eigenständig erkennbar waren. Als die Lücken in der Wohn- und Gewerbebebauung geschlossen wurden, ging der Name des Wohnplatzes Windgesheide auf den gesamten geschaffenen Ortsbereich über.
Teil des Ortsbereichs sind darüber hinaus die Wohnplätze Stockberg, Am Adler, Hüttchen, Merlenforst, Bahnhof und Bockstiege, die sich alle im Umkreis von 200 Metern um den ursprünglichen Siedlungskern von Windgesheide befinden. Dieser liegt am östlichen Ende der Neustraße, die bis Mitte des 20. Jahrhunderts einen Bahnübergang über die Bahnstrecke besaß. Dieser wurde in den 1960er Jahren durch eine Fußgängerbrücke in Höhe des nördlich gelegenen Wohnplatzes Merlenforst ersetzt.
Westlich von Windgesheide befanden sich auf Langenfelder Stadtgebiet die Leichlinger Sandberge, die für den Sandabbau weitgehend abgetragen wurden, und das Autobahndreieck Langenfeld. Weitere benachbart sind Kellerhansberg, Unterschmitte, Roßlenbruch, Scheresberg, Kaltenberg und Bremse. Ziegwebersberg und Staderhof haben ihre eigenständige Lage bewahrt.

## Geschichte
Der ursprüngliche Siedlungskern von Windgesheide lag östlich der Sandstraße, einer Altstraße von Aufderhöhe nach Opladen und heutige Landesstraße L288. Die Topographische Aufnahme der Rheinlande von 1824 zeigt einen Ortsbereich unter dem Namen Windgesheide, der auch die zu dieser Zeit eigenständig beschriebenen Wohnplätze Hüttchen und Merlenforst umfasste. Die Preußische Uraufnahme von 1844 zeigt den Ort, aber nur das benachbarte Merlenforst ist beschriftet; ebenso auf der Leichlinger Gemeindekarte von 1830.
1832 gehörte Windgesheide der Bürgermeisterei Leichlingen an. Der laut der Statistik und Topographie des Regierungsbezirks Düsseldorf als Ackergut kategorisierte Ort besaß zu dieser Zeit ein Wohnhaus und zwei landwirtschaftliche Gebäude. Zu dieser Zeit lebten drei Einwohner im Ort, allesamt evangelischen Glaubens. 1867 wurde bei Windgesheide die Bahnstrecke Gruiten–Köln-Mülheim eröffnet.
Im Gemeindelexikon für die Provinz Rheinland werden 1885 zwei Wohnhäuser mit zehn Einwohnern angegeben. 1895 besitzt der Ort vier Wohnhäuser mit 24 Einwohnern, 1905 fünf Wohnhäuser und 21 Einwohner.
1901 beantragten die Anwohner, ihre neu errichteten Häuser zwischen Windgesheide und Am Adler / Stockberg in Neustraße umzubenennen. Ab Mitte des 20. Jahrhunderts schlossen sich die Lücken in der Wohn- und Gewerbebebauung mit den benachbarten Wohnplätzen und Windgesheide wurde Teil der westlichen Vorstadt Leichlingens.